# Кім Шіхьон
Кім Шіхьон (кор. 김시현, нар. 5 серпня 1999, Пундангу, Соннам, Кьонгі, Південна Корея) — південнокорейська співачка та ведуча. Лідерка та вокалістка жіночого гурту Everglow, що сформований Yuehua Entertainment.

## Життєпис
Кім народилася 5 серпня 1999 у Пундангу, Південна Корея.

## Кар'єра
Шіхьон брала участь у шоу на виживання Produce 101 у 2016 році. Вона була виключена у восьмому епізоді, зайнявши 40 місце. Після шоу підписала контракт з Yuehua Entertainment. У 2018 році Шіхьон та Ірон були учасницями Produce 48. Вони вибули в одинадцятому епізоді, зайнявши 27 та 28 місце, відповідно.

### 2019–донині: Дебют з Everglow та соло активності
18 березня 2019 року Шіхьон дебютувала з Everglow. Гурт випустив свій перший сингл-альбом Arrival of Everglow з головним синглом «Bon Bon Chocolat».
7 лютого 2020 року Кім Шіхьон обрали новою ведучою музичної програми The Show на телеканалі SBS MTV разом із Джуйоном з The Boyz та Кім Мін-Кю.
1 грудня 2020 Шіхьон, разом з одногрупницею Ван Ірон, отримали позитивні результати на COVID-19.
25 травня 2021 було анонсовано, що Шіхьон замінить І: Ю на посаді лідерки Everglow, оскільки І: Ю заявила, що в неї нема сил бути лідеркою.

## Фільмографія

### Телешоу
| Рік       | Назва       | Організація | Роль       | Ремарка                   | Прим. |
| --------- | ----------- | ----------- | ---------- | ------------------------- | ----- |
| 2016      | Produce 101 | Mnet        | Contestant | Закінчила на 40 епізоді.  |       |
| 2018      | Produce 48  | Mnet        | Contestant | Закінчила на 27 епізоді.  |       |
| 2020–2021 | The Show    | SBS MTV     | MC         | Разом з Мінкю та Джуйоном |       |